# Johnson County (Kansas)
Das Johnson County ist ein County im US-Bundesstaat Kansas. Der Verwaltungssitz (County Seat) ist Olathe. Das U.S. Census Bureau hat bei der Volkszählung 2020 eine Einwohnerzahl von 609.863 ermittelt.
Das Johnson County ist Bestandteil der Metropolregion Kansas City.

## Geographie
Das County liegt im Osten von Kansas, grenzt an Missouri und hat eine Fläche von 1244 Quadratkilometern, wovon 9 Quadratkilometer Wasserfläche sind. Es grenzt an folgende Countys:
| Leavenworth County | Wyandotte County |                           |
| Douglas County     |                  | Jackson County (Missouri) |
| Franklin County    | Miami County     | Cass County (Missouri)    |

## Geschichte
Das Johnson County wurde 1855 als Original-County aus als frei bezeichnetem – in Wirklichkeit aber von Indianern besiedeltem – Gebiet des Kansas-Territoriums gebildet und gehört zu den ersten 33 Countys, die von der ersten Territorial-Verwaltung gebildet wurden. Benannt wurde es nach Reverend Thomas Johnson (1802–1865), einem methodistischen Missionar und Mitglied der Verwaltung des Kansas-Territoriums, der im Amerikanischen Bürgerkrieg von Partisanen der Konföderierten getötet wurde.
Ein Zweig des Santa Fe Trails verläuft durch das County, 1858 siedelte hier Wild Bill Hickok für einige Zeit.
Im Johnson County liegt eine National Historic Landmark, die Shawnee Mission. Insgesamt sind 24 Bauwerke und Stätten des Countys im National Register of Historic Places eingetragen (Stand 30. August 2017).

## Demografische Daten
Nach der Volkszählung im Jahr 2010 lebten im Johnson County 544.179 Menschen in 201.911 Haushalten. Die Bevölkerungsdichte betrug 365,3 Einwohner pro Quadratkilometer.
Ethnisch betrachtet setzte sich die Bevölkerung zusammen aus 86,0 Prozent Weißen, 4,3 Prozent Afroamerikanern, 0,4 Prozent amerikanischen Ureinwohnern, 4,2 Prozent Asiaten sowie aus anderen ethnischen Gruppen; 2,5 Prozent stammten von zwei oder mehr Ethnien ab. Unabhängig von der ethnischen Zugehörigkeit waren 7,2 Prozent der Bevölkerung spanischer oder lateinamerikanischer Abstammung.
In den 201.911 Haushalten lebten statistisch je 2,58 Personen.
25,4 Prozent der Bevölkerung waren unter 18 Jahre alt, 63,9 Prozent waren zwischen 18 und 64 und 10,7 Prozent waren 65 Jahre oder älter. 50,6 Prozent der Bevölkerung war weiblich.

Das jährliche Durchschnittseinkommen eines Haushalts lag bei 72.006 USD. Das Pro-Kopf-Einkommen betrug 37.118 USD. 6,8 Prozent der Einwohner lebten unterhalb der Armutsgrenze.

## Städte und Gemeinden
Citys
- Bonner Springs1
- De Soto 2
- Edgerton
- Fairway
- Gardner
- Lake Quivira3
- Leawood
- Lenexa
- Merriam
- Mission
- Mission Hills
- Mission Woods
- Olathe
- Overland Park
- Prairie Village
- Roeland Park
- Shawnee
- Spring Hill4
- Westwood
- Westwood Hills

1 – teilweise im Leavenworth und im Wyandotte County

2 – teilweise im Leavenworth County

3 – teilweise im Wyandotte County

4 – teilweise im Miami County

Unincorporated Communitys
- Aubry
- Bonita
- Cedar
- Chouteau
- Clare
- Clearview City
- Countryside
- Craig
- Elmhurst
- Frisbie
- Holliday
- Kenneth
- Lackmans
- Monticello
- Morse
- Ocheltree
- Redel
- Stanley
- Stilwell
- Wilder
- Zarah

Townships
- Aubry Township
- Gardner Township
- Lexington Township
- McCamish Township
- Olathe Township
- Oxford Township
- Spring Hill Township